# Marina Pettersson (fotbollsspelare)
Marina Pettersson, född 21 september 1987, är en svensk före detta fotbollsspelare (försvarare) som spelade större delen av sin karriär i KIF Örebro.